# Павлова, Софья Афиногеновна
Софья Афиногеновна Павлова (1926—1991) — советская актриса театра и кино. Заслуженная артистка РСФСР (1969).

## Биография
Родилась в деревне Бабынино Галичского района Ярославской области (ныне — Костромская область).
Окончила ГИТИС в 1952 году.
С того же года служила в Театре им. М. Н. Ермоловой. В кино дебютировала в 1957 году.
Снималась в многочисленных фильмах в 1950—1980-х годах. Критики отмечали её в роли Марьи Ивановны в фильме 1983 года «Подросток» (по одноимённому роману Ф. М. Достоевского). Впоследствии снималась в кино реже.
Умерла 25 января 1991 года. Похоронена в Москве на Ваганьковском кладбище, участок №58.

## Семья
Первый муж — Павел Александрович Шальнов (1926—2012), Народный артист РСФСР
Второй муж — Юрий Васильевич Мышкин (1918—1998), мастер художественного слова, Заслуженный артист РСФСР
Детей не было.
Брат — Владимир Афиногенович Павлов (1923—1998), участник Великой Отечественной войны. Похоронен рядом с сестрой на Ваганьковском кладбище, участок №58.

## Роли в театре
- «Пушкин» — Наталия Николаевна Пушкина
- «Бег» — Серафима Владимировна Корзухина
- «Прошлым летом в Чулимске» — Анна Васильевна Хороших
- "Вечно живые" — Ирина
- "Сотворившая чудо" — Анни Сюлливан
- "Неравный брак" — Генеральша
- "Дикари" - Зоя Шубейкина

Этот перечень будет уточняться по мере отыскания новой информации

## Фильмография

### 1950-е
- 1957 — Коммунист — Анюта Фокина

### 1960-е
- 1960 — Рыжик — Аксинья
- 1960 — Впереди — крутой поворот —учительница Ирина Максимовна Кардаш
- 1961 — Сердце не прощает — Екатерина Топилина
- 1961 — Тень (короткометражный) — Ксения Петровна
- 1962 — Среди добрых людей — Ольга Дмитриевна
- 1963 — Большие и маленькие — Евгения Алексеевна Соколова
- 1964 — Живые и мёртвые — Серпилина
- 1967 — Возмездие — Софья Леонидовна Серпилина
- 1967 — Журналист — мать Шуры
- 1968 — Гольфстрим — мать Игоря
- 1968 — Мужской разговор — учительница Мария Ивановна, «Капитанская дочка»
- 1969 — Адъютант его превосходительства — Ксения Андреевна Сперанская, тётя Юры Львова
- 1969 — У Лукоморья (короткометражный) — мама Ильки и Зойки

### 1970-е
- 1970 — Чайка — Полина Андреевна Шамраева
- 1971 — Драма из старинной жизни — Дросида
- 1971 — Человек с другой стороны — женщина с Поволжья
- 1971 — Клоун (телеспектакль)
- 1976 — Эти непослушные сыновья (ТВ)
- 1976 — Преступление — Анна Каретникова
- 1978 — Соль земли — Анастасия Фёдоровна Строгова
- 1979 — Горное гнездо (телеспектакль)
- 1979 — По данным уголовного розыска — жена подполковника
- 1978 — Молодость (киноальманах) — Алевтина Ивановна («Ветераны»)

### 1980-е
- 1980 — Диалог с продолжением — жена отца
- 1980 — Мелодия на два голоса (ТВ) — жена Николая Павловича
- 1980 — Коней на переправе не меняют — Борисова
- 1980 — Ожидание — Татьяна Антоновна
- 1981 — В начале игры — Ирина Николаевна
- 1982 — Шапка Мономаха (ТВ) — мать Вали Петрова
- 1982 — Семеро солдатиков — бабушка
- 1982 — Колыбельная для брата — Анна Викторовна
- 1982 — Не могу сказать «прощай» — Евдокия Семёновна, мать Сергея Ватагина
- 1982 — Две главы из семейной хроники — монтажёр
- 1982 — Повесть о молодых супругах (телеспектакль)
- 1982 — Операция на сердце (телеспектакль)
- 1982 — Несколько капель / «Заступница» (телеспектакль) — Мать Музы
- 1982 — Крепыш — Лидия Фёдоровна
- 1983 — Подросток — Марья Ивановна
- 1984 — Букет мимозы и другие цветы — Екатерина Ивановна, свекровь Марьяны, московская бабушка, врач
- 1985 — Не имеющий чина — мать Софьи
- 1986 — 55 градусов ниже нуля — Мария Дмитриевна Кузнецова
- 1989 — В городе Сочи тёмные ночи — Соня, жена Олега Стрельникова